# Grateful Dead from the Mars Hotel
Grateful Dead from the Mars Hotel ist das siebte Studioalbum und das insgesamt zwölfte Album der Band Grateful Dead.

## Geschichte
Das Album wurde weitgehend im April 1974 aufgenommen und am 27. Juni 1974 veröffentlicht. Nachdem der Vertrag mit Warner Bros. Records ausgelaufen war, ist Grateful Dead from the Mars Hotel das zweite Album, welches die Band mit dem eigenen Label Grateful Dead Records veröffentlichte.
Der Name des Albums beruht auf dem Mars Hotel, welches sich in der Nähe des Tonstudios befand.
Das nächste Album, Blues for Allah, sollte erst nach einer Pause im September 1975 veröffentlicht werden. Im Oktober 1974 ging die Band auf Tournee. Der fünftägige Auftritt im Musiktheater Winterland in San Francisco war Anlass zu einer Dokumentation namens The Grateful Dead Movie, welche der erste Film nur über Grateful Dead war, nachdem die Band schon bei der Dokumentation Festival Express Auftritte hatte und das Zeigen ihres Auftritts in der Woodstock-Dokumentation von der Band verweigert wurde. In dieser Dokumentation wurde auch der Abriss des Mars Hotels aufgezeichnet. Nach dieser Tournee legte die Band eine längere Pause ohne Auftritte ein.
Wenn man das Album auf den Kopf stehend dreht und im Spiegel anschaut, sieht die Grafik auf dem Cover wie der Schriftzug Ugly Rumorz bzw. Ugly Rumors aus. Dies wurde der Name einer Band, der u. a. Tony Blair und der Musikjournalist Mark Ellen angehörten, wobei Blair der einzige gewesen sein soll, der kein Fan von Grateful Dead war. Ugly Rumours wird auch von Fans als Bezeichnung für das Album verwendet. Daneben wird From the Mars Hotel als weitere Bezeichnung verwendet.
Grateful Dead from the Mars Hotel gilt zwar nicht als übliches Grateful Dead Album, jedoch als eines der besseren Studioalben.
Wie auch die anderen Alben der Gruppe wurde auch Grateful Dead from the Mars Hotel häufiger wieder veröffentlicht. So kam 2004 eine überarbeitete Version der acht Lieder und sieben Zusatzliedern von Rhino Records für das Boxset Beyond Description (1973–1989) auf den Markt gebracht, die dann auch 2006 als einzelne CD veröffentlicht wurden.
Der Song Scarlet Begonias wurde vielfach gecovert. Zu den Künstlern gehören Sublime, Phish, Jimmy Buffett, die jamaikanische Reggaeband The Melodians und Bruce Hornsby.
Der Song Ship of Fools beruht auf Narrenschiff von Sebastian Brant.

## Erfolge
In den Billboard Charts erreichte das Album den Platz 16.

## Titelliste

### 1974 LP

#### Seite 1
1. U.S. Blues (Hunter, Garcia) – 4:42
2. China Doll (Garcia, Hunter) – 4:10
3. Unbroken Chain (Phil Lesh, Robert Peterson) – 6:46
4. Loose Lucy (Garcia, Hunter) – 3:22

#### Seite 2
1. Scarlet Begonias (Garcia, Hunter) – 4:19
2. Pride of Cucamonga (Lesh, Peterson) – 4:17
3. Money Money (Barlow, Weir) – 4:23
4. Ship of Fools (Garcia, Hunter) – 5:27

### Bonus 2004
1. Loose Lucy (Garcia, Hunter) – 4:43
2. Scarlet Begonias (live) – 9:09
3. Money Money (live) – 4:19
4. Wave That Flag (Garcia, Hunter) (live) – 5:34
5. Let It Rock (Chuck Berry) (live) – 3:22
6. Pride of Cucamonga (Demo (akustisch)) – 4:24
7. Unbroken Chain (Demo (akustisch)) – 6:20